# سماعية
السماعية هي إحدى القرى اللبنانية من قرى قضاء صور في محافظة الجنوب.

## الموقع
يحد السماعية من الشمال مجرى نهر طبيعي يفصل بينها وبين بلدة دير قانون رأس العين، ومن الجنوب بلدة القليلة، ومن الشرق بلدات المالكية و الكنيسة والشعيتية ومن الغرب طريق عام صور الناقورة الدولي .

## السكان والعائلات
يبلغ عدد سكان السماعية حوالي 1800 نسمة تقريبا، نسبة المغتربين لا تتعدى 5%.
عائلاتها: فقيه، خشن، الراعي، مدني، سليمان، مرتضى، بدوي، تليه،الشعبي، نزال وسعد، عسكر، اخضر، إسماعيل، برجي، حمود، باقر، غانم، رحيل، سليمان وحوراني.